# Kochanie to ja!
Kochanie to ja! – drugi singel polskiego piosenkarza Grzegorza Hyżego z jego trzeciego albumu studyjnego, zatytułowanego Epilog. Singel został wydany 27 maja 2022.
Kompozycja znalazła się na 9. miejscu listy AirPlay – Top, najczęściej odtwarzanych utworów w polskich rozgłośniach radiowych. Nagranie otrzymało w Polsce status platynowego singla, przekraczając liczbę 50 tysięcy sprzedanych kopii.

## Geneza utworu i historia wydania
Utwór napisali i skomponowali Grzegorz Hyży i Archie Shevsky, natomiast za produkcję piosenki odpowiadają Thomas Martin Leithead-Docherty oraz Edward Leithead-Docherty.
Singel ukazał się w formacie digital download 27 maja 2022 w Polsce za pośrednictwem wytwórni płytowej Sony Music Entertainment Poland. Piosenka została umieszczona na trzecim albumie studyjnym Hyżego – Epilog.
21 sierpnia 2023 singel został zaprezentowany telewidzom stacji TVN podczas koncertu #I Dance na Top of the Top Sopot Festival 2023.
Kompozycja znalazła się w grupie dwudziestu jeden polskich propozycji, spośród których polski oddział stowarzyszenia OGAE wyłaniał reprezentanta kraju na potrzeby plebiscytu OGAE Song Contest 2023.

## „Kochanie to ja!” w stacjach radiowych
Nagranie było notowane na 9. miejscu w zestawieniu AirPlay – Top, najczęściej odtwarzanych utworów w polskich rozgłośniach radiowych.

## Teledysk
Teledysk do utworu został wykonany przez zespół TheDreams Studio, który udostępniono w dniu premiery singla za pośrednictwem serwisu YouTube.

## Lista utworów
- Digital download[2]

1. „Kochanie to ja!” – 3:24

## Notowania

### Pozycje na listach airplay
| Kraj   | Lista (2022)      | Najwyższa pozycja |
| ------ | ----------------- | ----------------- |
| Polska | AirPlay – Top     | 9                 |
| Polska | AirPlay – Nowości | 2                 |

## Certyfikaty
| Kraj          | Certyfikat      | Sprzedaż |
| ------------- | --------------- | -------- |
| Polska (ZPAV) | platynowa płyta | 50 000+  |

## Wyróżnienia
| Rok  | Konkurs                  | Kategoria    | Rezultat    |
| ---- | ------------------------ | ------------ | ----------- |
| 2022 | Przebój roku RMF FM 2022 | Przebój roku | 15. miejsce |